# Nepal Airlines
Nepal Airlines (Непал Ейрлайнз, неп. नेपाल वायुसेवा, раніше — Royal Nepal Airlines) — національна авіакомпанія Непалу. Головний офіс знаходиться в Катманду, базовий аеропорт — Міжнародний аеропорт імені Трібхувана. 51 % акцій авіакомпанії належить державі.

## Історія

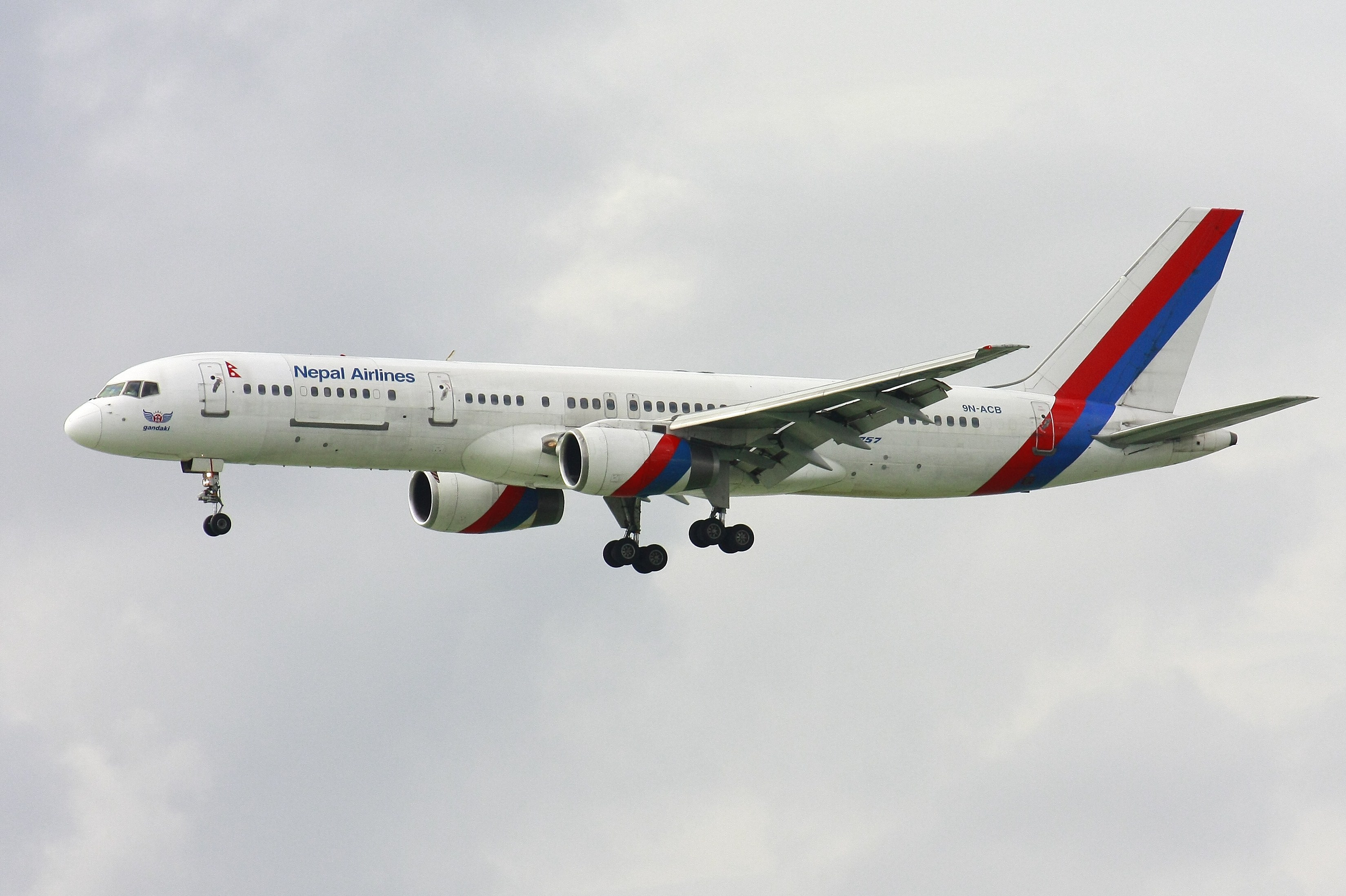
Літак Boeing 757 авіакомпанії Nepal Airlines

Авіакомпанія Royal Nepal Airlines Corporation (Королівські Авіалінії Непалу) була заснована в липні 1958 року. Компанія розпочала Свою діяльність з експлуатації єдиного літака Douglas DC-3, який виконував внутрішні рейси в Біратнагар, Покхару і СімараСимару, а також міжнародні рейси в Індію.
Швейцарські літаки Pilatus PC-6 Porter надійшли в Royal Nepal Airlines в 1961 році. Ці 6-місцеві літаки укороченого зльоту і посадки добре підійшли для роботи в гірських районах Непалу. Приблизно в цей же час були отримані ще 7 Douglas DC-3. У період з 1963 по 1965 роки в Royal Nepal Airlines працювали два літака Fong Shou-2 Harvester (китайський аналог радянського Ан-2). У 1966 році флот авіакомпанії поповнився турбогвинтовими літаками Fokker F27 Friendship, який експлуатувався на міжнародних лініях. Літаки Hawker Siddley HS-748 надійшли в Royal Nepal Airlines в 1970 році і використовувалися як на внутрішніх, так і на міжнародних рейсах, а також — для екскурсійних польотів навколо Евересту. Різнорідність авіаційного флоту Непалу була наслідком того, що багато літаки були отримані за програмами допомоги від інших країн.
Значну роль у розвитку авіасполучення з віддаленими гірськими селами зіграли літаки De Havilland Canada DHC-6 Twin Otter, здатні працювати на коротких ґрунтових ВПП. До складу флоту Royal Nepal Airlines DHC-6 Twin Otter увійшли в 1971 році.

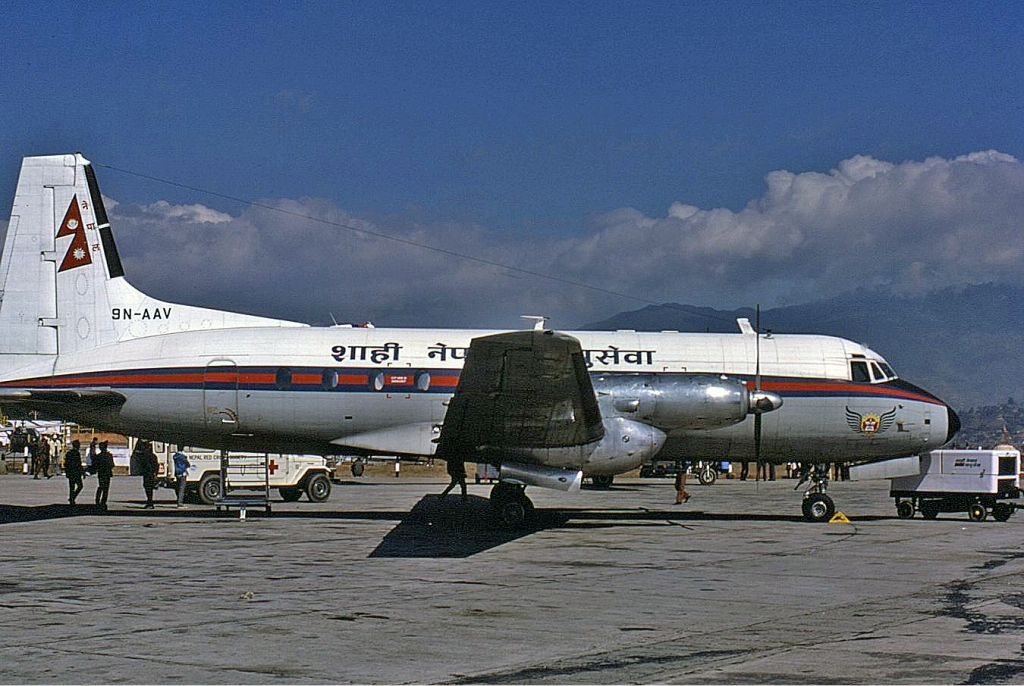
Літак Hawker Siddley HS-748 авіакомпанії Royal Nepal Airlines в 1986 році

У 1972 році розпочата експлуатація перших в Непалі реактивних літаків — Boeing 727 — прослужили до 1993 року. У 1987—88 рр Royal Nepal Airlines отримала 2 літаки Boeing 757-200.
За даними за 1988—89 рр Royal Nepal Airlines мала дохід $54,3 млн з операційним прибутком $17 млн, забезпечуючи найбільш значний, серед всіх непальських підприємств, приплив іноземної валюти в країну. Також, Royal Nepal Airlines була найбільшим роботодавцем Непалу — в авіакомпанії працювало близько 2 200 осіб.
На період з 1993 по 1996 роки Royal Nepal Airlines був узятий у лізинг літаків Airbus A310.
У 2004 році для погашення боргів компанії 49% її акцій було продано приватним інвесторам.
У 2007 році після скасування монархії в Непалі з назви авіакомпанії прибрали слово Королівські — Royal Nepal Airlines була перейменована у Nepal Airlines.
В рамках програми модернізації флоту в 2015 році авіакомпанія отримала два нових літака Airbus A320.

## Флот

### Сучасний стан

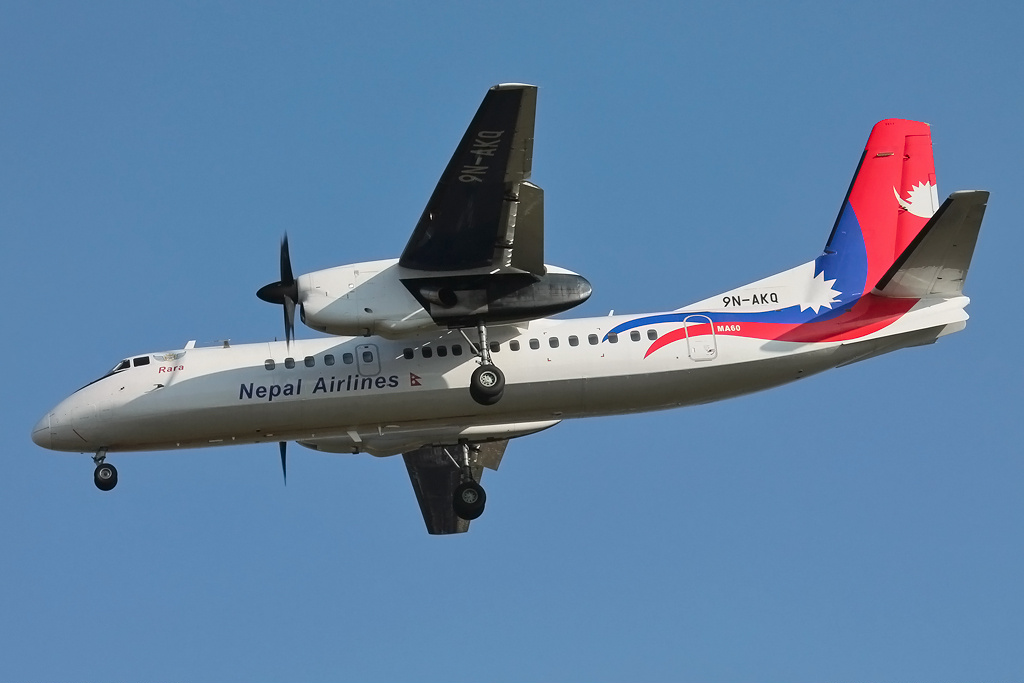
Літак Xian MA60 у новій (використовується з 2014 року) колірній схемі Nepal Airlines

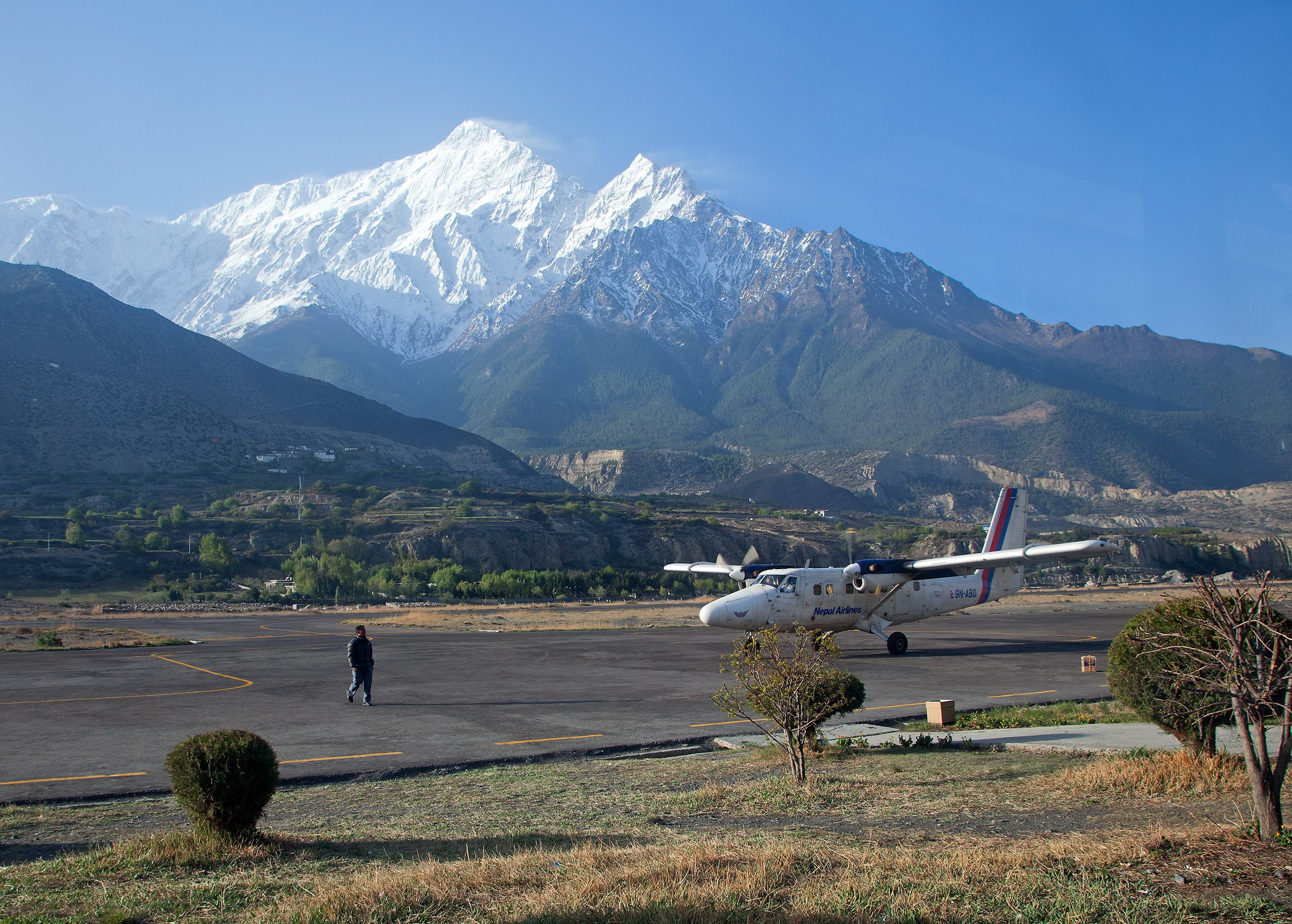
Літак DHC-6 Twin Otter авіакомпанії Nepal Airlines в аеропорту Джомсома

Флот Nepal Airlines (на 2014 рік) складається з
| Тип літака                           | Використовується | Замовлено                                           | Примітки |
| ------------------------------------ | ---------------- | --------------------------------------------------- | -------- |
| de Havilland Canada DHC-6 Twin Otter | 2                | Планується заміна літаків цього типу на Harbin Y-12 |          |
| Harbin Y-12                          | 1                | 3                                                   |          |
| Xian MA60                            | 1                | 1                                                   |          |
| Airbus A320                          | 2                |                                                     |          |
| Boeing 757-200                       | 2                |                                                     |          |

### Раніше експлуатувалися літаки
| Тип літака            | Початок експлуатації | Кінець експлуатації |
| --------------------- | -------------------- | ------------------- |
| Douglas DC-3          | 1958                 | 1973                |
| Pilatus PC-6 Porter   | 1961                 | 1998                |
| Fong Shou-2 Harvester | 1963                 | 1965                |
| Fokker F27 Friendship | 1966                 | 1970                |
| Hawker Siddley HS-748 | 1970                 | 1996                |
| Boeing 727            | 1972                 | 1993                |
| Airbus A310           | 1993                 | 1996                |

## Географія польотів
Nepal Airlines виконує (на 2014 рік) з Катманду міжнародні рейси до Бангкока (Таїланд), Доху (Катар), Дубай (ОАЕ), Гонконг (Китай), Куала-Лумпур (Малайзія). Також авіакомпанія є одним з найбільших перевізників на внутрішніх авіалініях Непалу.
Nepal Airlines має угоду код-шерінгу з бутанського авіакомпанією Druk Air.
Станом на 2013 рік всім непальським авіакомпаніям, у тому числі і Nepal Airlines, заборонені польоти в Європейський союз через невідповідність європейським нормам і стандартам

## Цікаві факти
- На емблемі Nepal Airlines зображений індуїстський бог Акаш Бхайраб. У 2007 році в честь Акаша Брайраба було скоєно жертвоприношення двох козлів, для того щоб бог допоміг полагодити електрообладнання одного з непальських Boeing 757[8]